# Gigantium

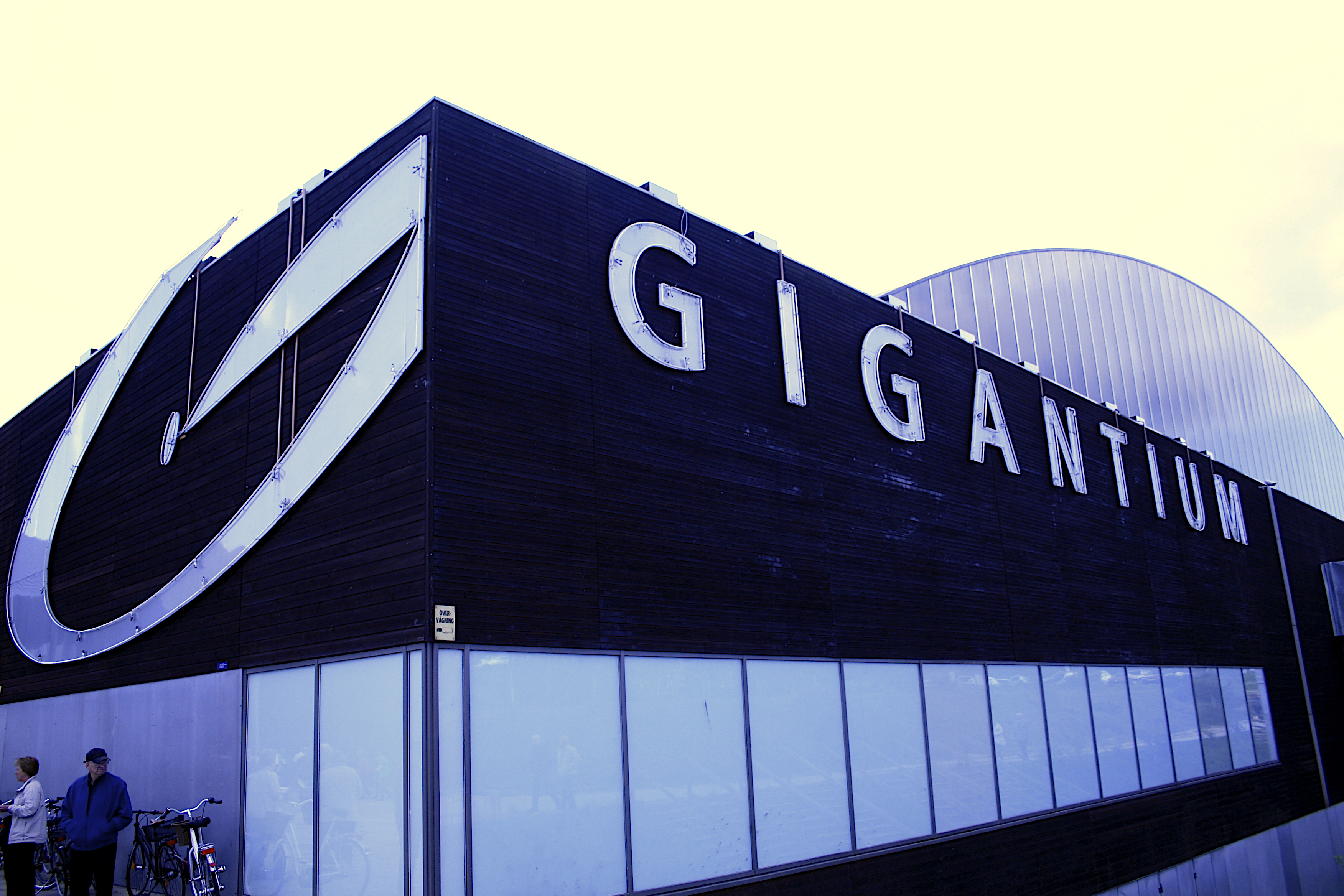
Gigantium i Ålborg.

Gigantium är en arena som finns i Ålborg, Danmark. Arenan är hemmaplan för bland andra AaB Ishockey, Aalborg Håndbold och Aalborg DH. Arenan rymmer 5 600 åskådare vid handbollsmatcher och användes vid damernas Handbolls-EM 2010. Gigantium har även använts som konsertarena och var både 2006 och 2010 samt 2015 värd för Dansk Melodi Grand Prix.